# Phare de Torgersøy
Le phare de Torgersøy (en norvégien : Torgersøy fyrstasjon) est un  petit phare actif situé à l'entrée de l'Oslofjord extérieur, sur l'île de Torgersøya, dans la commune de Tønsberg, comté de Vestfold.
Il est géré par l'administration côtière norvégienne (en norvégien : Kystverket).

## Historique
La station maritime a été créée en 1851 en tant que phare d'approche de la Saline de Vallø qui se trouvait sur une péninsule à l'entrée de Tønsberg.
Le premier phare de Torgersøya consistait en un bâtiment en bois et avait un gardien de phare permanent. Les vestiges du bâtiment du phare ont été préservés. Il a été transformé en phare en 1890 avec une lumière blanche et un secteur rouge. En 1910, une tour de style chalet avec une cloche de brume a été rajoutée. Dans le brouillard et les congères, la cloche sonnait un coup toutes les 15 secondes. Elle a été automatisée en 1954 et abandonnée en 1983. La tour de l'horloge est classée au patrimoine culturel, depuis 1997, grâce au travail bénévole de restauration de l'association Klokketårnets Venner.

## Caractéristiques dufeu maritime
Identifiant : ARLHS : NOR-249 ; NF-032000 - Amirauté : B246 - NGA : 0656.

### Galerie

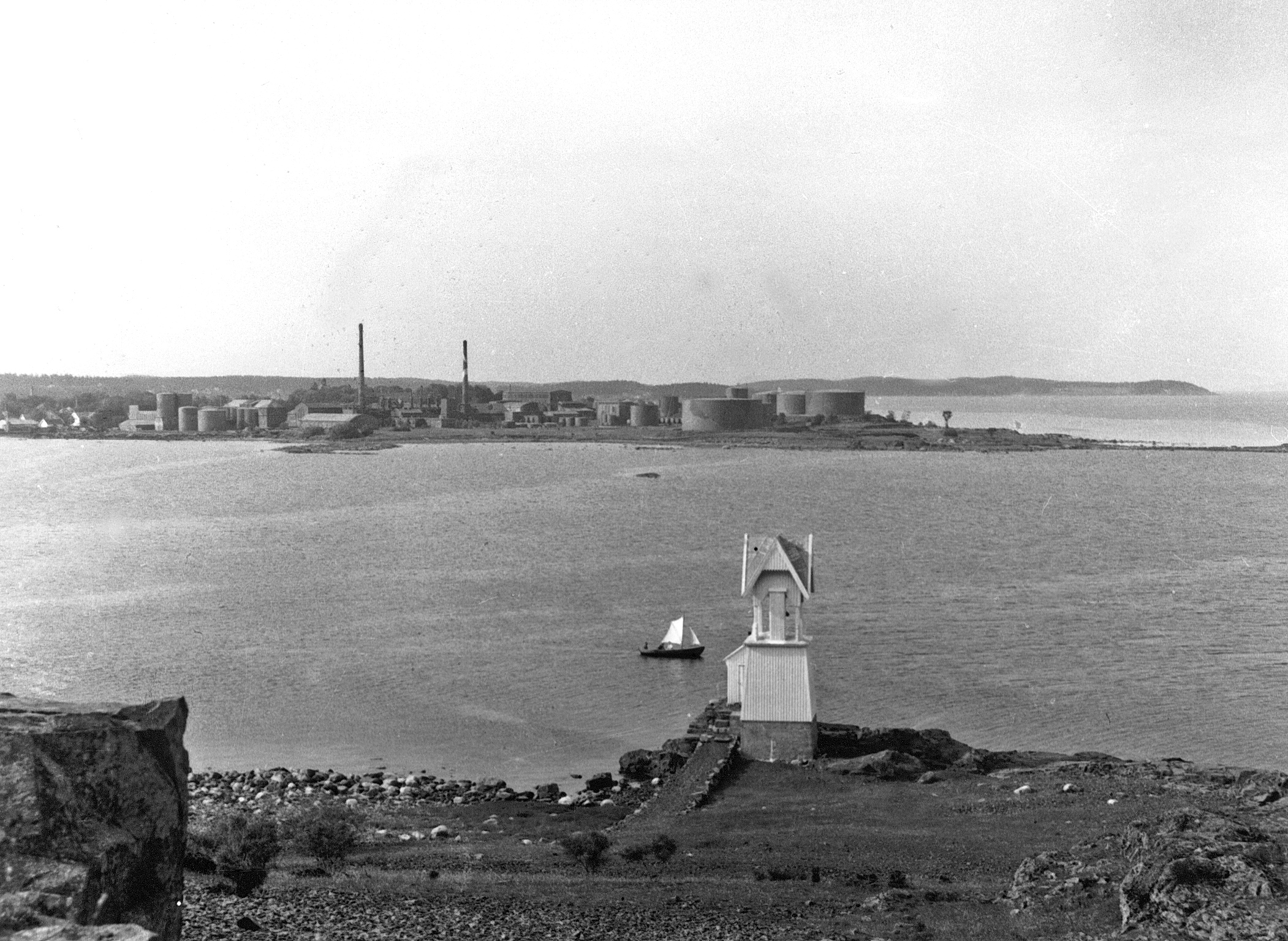

### Lien connexe
- Liste des phares de Norvège